# Socket AM5
Socket AM5（LGA 1718），是超微半导体（AMD）开发的一款CPU插座，用于Zen 4微架構和Zen 5微架構的Ryzen处理器。
AMD 已正式确认了有关Socket AM5芯片组的详细信息，包括对PCI Express 5.0和DDR5的支持，作为其2022年产品发布的一部分。

## 发布
2022年1月4日，AMD正式确认了Socket AM5和Ryzen 7000系列将成为2022年产品发布的一部分。
2022年5月23日，AMD在台北國際電腦展覽會（Computex）发布了AM5接口并提供了有关信息，随后，技嘉、华擎等公司也确认了它们将即将发售基于AM5的主板，这些主板将基于新的X670/X670E芯片组。华擎随后又公布了基于B650芯片组的主流主板。

## 构成
Socket AM5拥有1718个针脚，与Intel的LGA 1700类似，相较于Socket AM4的1331个针脚有所增加，但仍支持Socket AM4的散热解决方案。并将前代的插针网格阵列封装（PGA）封装升级为平面网格阵列封装（LGA）封装设计。相较于PGA，这种设计可减少针脚损坏的问题并可增加脚位。此外，AM5接口的供电也有所升级，达到了170W的TDP与230W的最高供电，并支持PCIe 5.0和WIFI 6E技术。值得注意的是，Socket AM5将不再支持DDR4，并新增对DDR5的支持。AMD计划给予AM5接口5年的支持，与AM4平台类似。

## 特点
- 与Intel的LGA 1700插槽不同，AMD 的 AM5 平台将不支持DDR4内存，在双通道配置中只会支持 DDR5。[11]
- 支持PCIe 5.0。
- 通过插座提供 170W TDP 和高达 230W 的封装功率跟踪 (PPT) 限制。[12]
- AM5 向后兼容现有的 AM4 CPU 冷却器。[13]

## 芯片组
AMD首批公布了3款芯片组：X670E、X670、B650。其中X670E有2个显卡插槽和1个存储插槽支持 PCIe 5.0。X670有1个同时支持显卡和存储的PCIe 5.0通道，而B650僅能提供PCIe 5.0存储支持。发布较晚的A620芯片组则不支持PCIe 5.0。
| 芯片组 | 上市日期   | PCIe支持（显卡） | 多 GPU    | 多 GPU | USB支持                          | 存储功能 | 存储功能 | 处理器超频 | TDP   | CPU支持 |
| 芯片组 | 上市日期   | PCIe支持（显卡） | CrossFire | SLI    | USB支持                          | SATA端口 | RAID     | 处理器超频 | TDP   | Zen 4   |
| ------ | ---------- | ---------------- | --------- | ------ | -------------------------------- | -------- | -------- | ---------- | ----- | ------- |
| X670E  | 2022年9月  | PCIe 5.0         | 是        | 否     | 12个2.0 2个3.2 Gen1 12个3.2 Gen2 | 8个      | 0、1、10 | 是         | ~14W  | 是      |
| X670   | 2022年9月  | PCIe 5.0（可选） | 是        | 否     | 12个2.0 2个3.2 Gen1 12个3.2 Gen2 | 8个      | 0、1、10 | 是         | ~14W  | 是      |
| B650E  | 2022年10月 | PCIe 5.0         | 是        | 否     | 6个2.0 1个3.2 Gen1 6个3.2 Gen2   | 4个      | 0、1、10 | 是         | ~7W   | 是      |
| B650   | 2022年10月 | PCIe 4.0         | 是        | 否     | 6个2.0 1个3.2 Gen1 6个3.2 Gen2   | 4个      | 0、1、10 | 是         | ~7W   | 是      |
| A620   | 2023年4月  | PCIe 4.0         | 否        | 否     | 6个2.0 2个3.2 Gen1 2个3.2 Gen2   | 4个      | 0、1、10 | 否         | ~4.5W | 是      |

## 脚注
1. ↑  其中的2个/4个可以分别替换为1个/2个3.2 Gen2×2
2. ↑  其中的2个可以替换为1个3.2 Gen2×2